# 女性に対する暴力

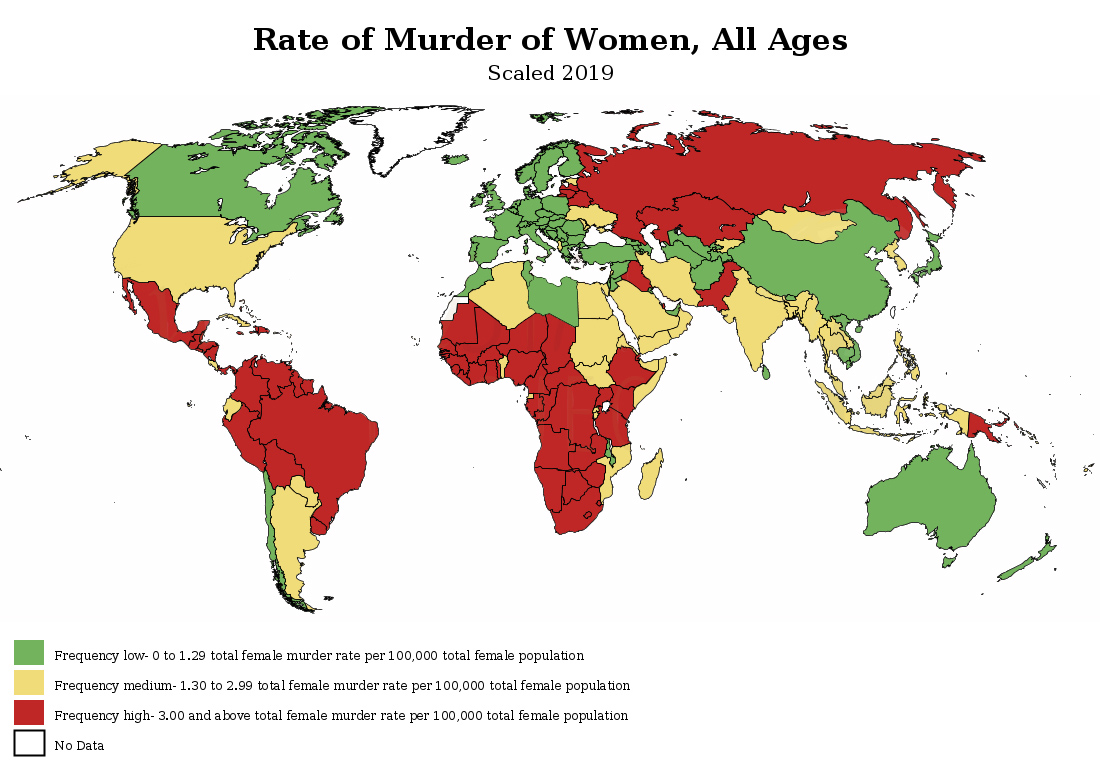
2019年における人口10万人あたりの女性に対する殺人の数を表した世界地図。

女性に対する暴力（じょせいにたいするぼうりょく、英: violence against women、略称: VAW）は、女性または少女を標的とする暴力である。「ジェンダーに基づく暴力」（英語: gender-based violence）、「性的でジェンダーに基づく暴力」（英語: sexual and gender-based violence、略称: SGBV）とも呼ばれる。こういった暴力は憎悪犯罪の種類の1つだと考えられている。
女性に対する暴力は非常に長い歴史をもつが、その発生の仕方や度合いは時代によって異なり、また、今日でも社会によって異なる。それが社会一般のなかであっても、または個々の人間関係のなかであっても、女性に対する暴力は女性を征服するための仕組みだと見られている。こういった暴力は、加害者の中にある権利意識、優越感、女性蔑視によって生じることがある。
国際連合の女性に対する暴力の撤廃に関する宣言では、「女性に対する暴力は、男女間の力関係が歴史的に不均衡だったことを明らかにするものである」とされており、また、「女性に対する暴力は、女性を男性に比べて従属的な地位に追いやるための社会的な仕組みとして、最も決定的なものの1つである」とされている。
コフィー・アナンは、国際連合事務総長を務めていた2006年、国際連合婦人開発基金のウェブサイトにおいて、「女性や少女に対する暴力は、世界中に蔓延している問題である。地球上の女性の少なくとも3人に1人は、殴られるか、性行為を強要されるか、虐待されることを人生で経験しており、大抵の場合、その加害者は彼女の知っている人物である」と述べている。